# 유사프 라자 길라니

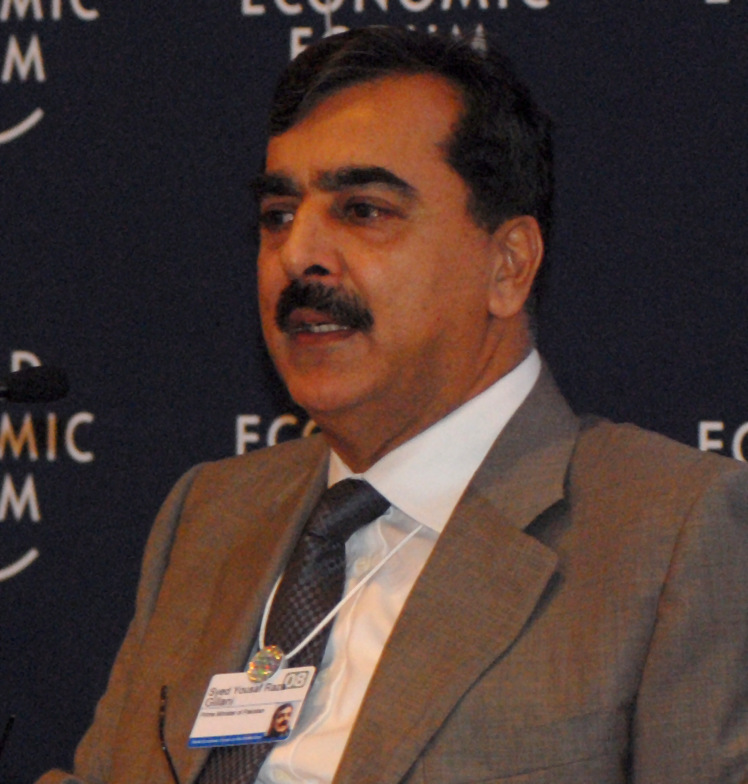
2008년 세계 경제포럼

유사프 라자 길라니 (1952년 6월 9일 ~ ,(우르두어: مخدوم سیّد یوسف رضا گیلانی))는 파키스탄의 전 총리이다. 1993년부터 1997년까지 파키스탄 국회의 대변인이었으며 1985년부터 1986년, 1989년부터 1990년까지 연방 장관으로 재임하였다. 2008년부터 2012년까지 파키스탄의 총리를 지냈다.
2009년 11월 11일 포브스지가 선정한 〈The World's Most Powerful People〉중 38위에 올랐다.

## 참고
1. ↑  The World's Most Powerful People - Forbes.com